# Pachydactylus formosus
Espèce
Synonymes
- Pachydactylus mentomarginatus Smith, 1849
- Pachydactylus obscurus Thominot, 1889

Pachydactylus formosus est une espèce de geckos de la famille des Gekkonidae.

## Répartition
Cette espèce se rencontre au Botswana, en Namibie et en Afrique du Sud.

## Publication originale
- Smith, 1849 : Illustrations of the zoology of South Africa, consisting chiefly of figures and descriptions of the objects of natural history collected during an expedition into the interior of South Africa, in the years 1834, 1835, and 1836; fitted out by "The Cape of Good Hope Association for Exploring Central Africa" : together with a summary of African zoology, and an inquiry into the geographical ranges of species in that quarter of the globe, vol. 3, Appendix.